# Історія Гондурасу

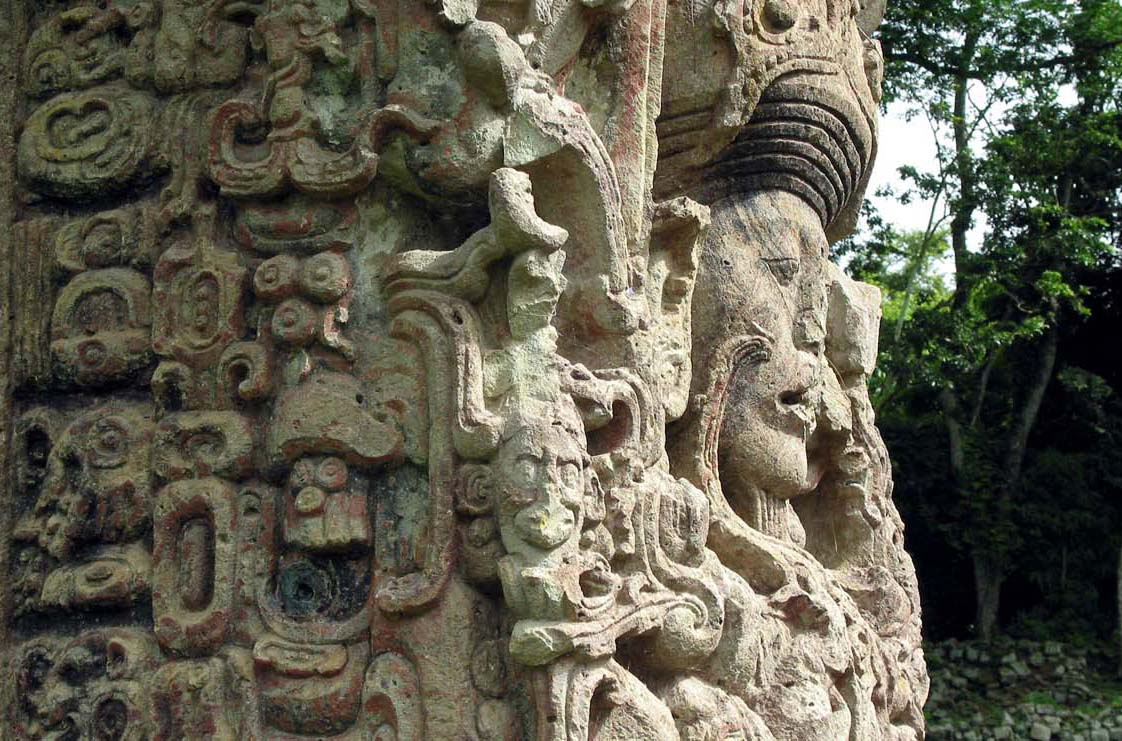
Mayan Stelae, an emblematic symbol of the Honduran Mayan civilization at Copan.

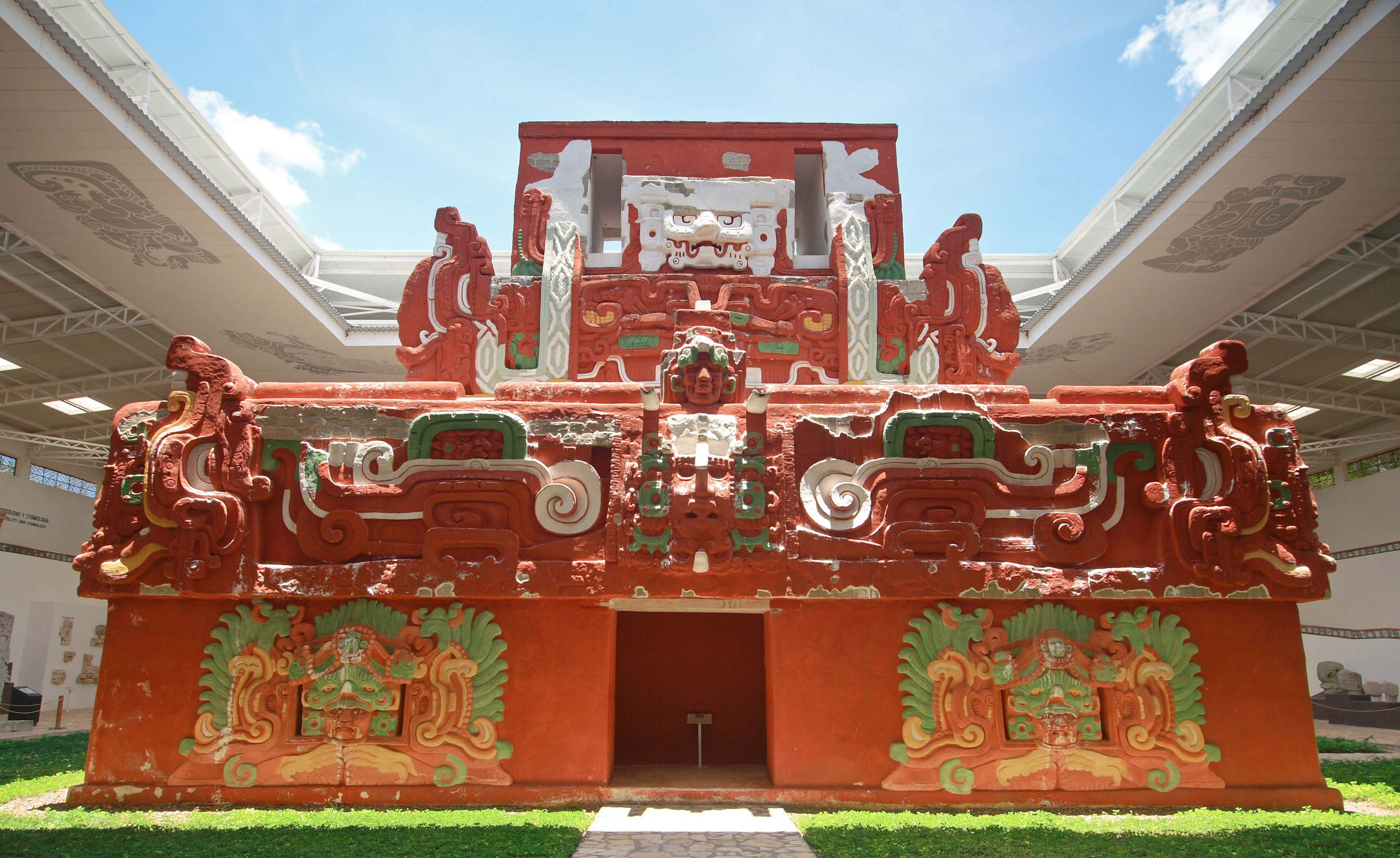
Rosalila Temple in the Copan Ruinas Museum.

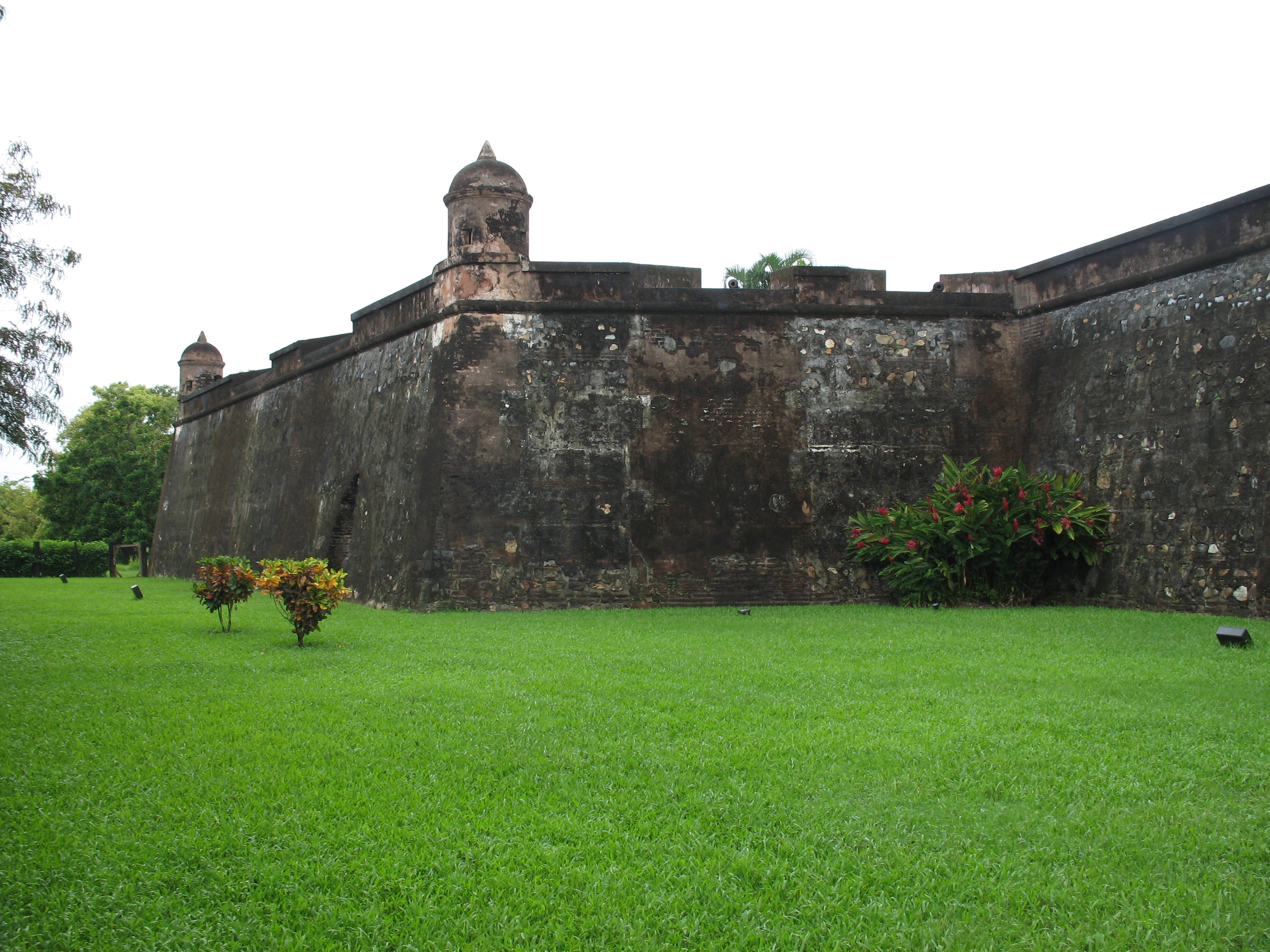
Іспанський форт Сан Фернандо.

## Доіспанський період
Перші люди — палеоіндіанці заселили територію Гондурасу за кілька тисяч років до нашої ери. Західні райони Гондурасу протягом 2 — 10 століть нашої ери були місцем проживання мая. Найвидатніше місто мая в Гондурасі — Копан.

## Завоювання і колоніальна епоха
Назву «Гондурас», що іспанською означає «глибини», дали іспанські мореплавці; як зазначається в судновому журналі Колумба, його судна ніяк не могли стати на якір біля берега через великі глибини. Протягом більшої частини своєї історії Гондурас залишався «глибинкою»; після проголошення політичної незалежності він перебував під впливом Гватемали і Сальвадору, а нескінченні внутрішні розбрати заважали економічному розвитку.
Першим європейцем, що досяг цієї землі, був Колумб, який висадився в 1502 році на східному краї берега Гондурасу, на мисі, якому він дав назву Грасіас-а-Діос («Подяка Богу»). У той час у цьому районі мешкало кілька індіанських племен. Після підкорення Мексики Ернан Кортес відправив сюди в 1524 загін під початком Крістобаля де Оліда для дослідження і колонізації цієї території; того ж року Олід заснував там перше поселення, Тріумфо-де-ла-Крус. Виявивши родовища срібла, Олід вирішив відділитися; дізнавшись про це, Кортес вирушив форсованим маршем з Мехіко через джунглі і болота вздовж узбережжя Мексиканської затоки, перетнув півострів Юкатан і досяг Гондурасу в 1525. Оліда на той час вже вбили. Кортес заснував кілька поселень, однак завойовники зіткнулися із запеклим опором індіанців під командуванням вождя Лемпіри.
У 1539 Гондурас було включено до складу генерал-капітанства Гватемала; у ньому було дві провінції — Тегусігальпа і Комаягуа, кожною з яких керував губернатор. Колонія розвивалася повільно, незважаючи на безжалісну експлуатацію індіанців на срібних рудниках. У 1821 Гондурас, як і інші країни Центральної Америки і Мексика, проголосив свою незалежність від Іспанії, але в тому ж році був анексований Мексикою, де Агустін де Ітурбіде встановив режим монархії (Мексиканська імперія).

## Федерація Центральної Америки
Після розпаду імперії Ітурбіде в 1823 Гондурас і сусідні з ним республіки утворили федеративну державу Сполучені провінції Центральної Америки, які за конституцією 1824 отримали назву Федерація Центральної Америки. Політичний розбрат, що почався після створення федерації, поставив Гондурас (як і інші республіки) у вкрай тяжке становище. Основна боротьба відбувалася між консервативними елементами — великими іспанськими землевласниками, які виступали в союзі з католицькою церквою, і лібералами, до числа яких належала інтелектуальна еліта і креоли-землевласники, які виступали за світську державу і ринкову економіку.
У 1825 сальвадорського ліберала Мануеля Хосе Арсе було обрано першим президентом Федерації Центральної Америки, однак наступного року він зрікся своєї партії, прийнявши ряд заходів, які призвели до повернення до влади консерваторів і фактичного скасування ліберальної конституції. У громадянській війні, що спалахнула після цього, важливу роль відіграв видатний уродженець Гондурасу ліберал Франсіско Морасан, який став національним героєм. У 1829 армія під його командуванням здобула перемогу над армією Арсе і зайняла м. Гватемалу; федеральну конституцію було відновлено, і в 1830 Морасана було обрано президентом. Хоча Морасан безперечно був здібним керівником, він дуже поспішав з ліберальними реформами. Крім того, республіки, що входили до федерації, всі ще побоювалися претензій Гватемали на верховенство, хоча Морасан і переніс у 1832 столицю в Сан-Сальвадор. Зрештою, в 1838 республіки офіційно оголосили про свій вихід з Федерації.

## Незалежність
26 жовтня 1838 законодавчі збори в Комаягуа проголосили Гондурас незалежною республікою. Гватемальський диктатор Рафаель Каррера, який був при владі з 1844 по 1865, скинув ліберальні уряди в Гондурасі і Сальвадорі. Це частково стало спонукальною причиною для трьох сусідніх країн — Сальвадору, Гондурасу і Нікарагуа, де була надзвичайно сильно виражена тенденція до об'єднання, утворити в 1849 конфедерацію. Союз проіснував до 1863.
У той же час Велика Британія, у володінні якої знаходився Беліз, поширила контроль на архіпелаг Іслас-де-ла-Баїя біля берегів Гондурасу. Англійці давно вели лісорозробки на цих островах і на Москітовому березі — заболоченій і вкритій густими лісами прибережній низовині в межах східного Гондурасу і Нікарагуа, населеної індіанцями мискіто. Коли в Каліфорнії спалахнула «золота лихоманка» (1948), особливо гостро постало питання про необхідність короткого шляху через Центральну Америку. Велика Британія, побоюючись, що США домовляться з Нікарагуа про будівництво каналу, захопила гирло р. Сан-Хуан — східний край можливого водного шляху. США виступили з протестом, і питання було врегульовано за допомогою укладеного в 1850 договору Клейтона — Булвера, відповідно до якого обидві держави зобов'язалися утримуватися від захоплення і зміцнення будь-якої території у межах Центральної Америки. До 1859 Велика Британія повернула Гондурасу острова і ділянку Москітового берега, що належала йому.
З 1871 по 1874 Гондурас знаходився в стані війни з Сальвадором і Гватемалою. Після закінчення цієї війни спалахнула громадянська війна в самому Гондурасі; вона закінчилася обранням на пост президента Понсіано Лейви, кандидатуру якого підтримувала Гватемала. Наступним президентом (в 1876–1883) був Марко Ауреліо Сото, прихильник ліберальних реформ. У 1880 тривале суперництво між містами Тегусігальпа і Комаягуа закінчилося тим, що Тегусігальпа остаточно утвердилось як столиця.

## ХХ століття
На початок століття Гондурас залишався найбіднішою і найменш розвиненою країною Центральної Америки. Фруктові компанії США, що почали виробництво бананів на плантаціях вздовж карибського узбережжя, незабаром стали вирішальною силою в економічному і політичному житті країни. До 1910 американські компанії контролювали 80 % всіх бананових плантацій, а виробництво бананів було основною галуззю господарства. Гондурас прозвали «банановою республікою». Коли в 1911 і 1913 в країні були заворушення, США виступили на стороні правлячої еліти з метою відновлення порядку і захисту своєї власності. Вашингтон ще шість разів втручався в справи Гондурасу протягом перших 30 років 20 століття.
Внутрішні розбрати скінчилися, коли в 1933 президентом став Тібурсіо Каріас Андіно, який встановив режим жорстокої диктатури. У січні 1949 Каріас пішов з поста президента, обравши своїм наступником Хуана Мануеля Гальвеса, якого підтримувала Національна партія.
Гальвес, однак, виявив вражаючу самостійність і розпочав проведення важливих економічних і соціальних реформ. При ньому будувалися нові дороги, школи, установи охорони здоров'я; докладалися зусилля для того, щоб зробити сільське господарство багатогалузевішим. Було розпочато здійснення найважливішої програми спорудження у містах систем водопостачання та каналізації. У 1954 стався найбільший страйк; його розпочали 27 тис. робочих бананових плантацій, до яких приєдналися інші робітники, і в результаті всю країну охопив загальний страйк, який змусив уряд легалізувати діяльність профспілок.
У жовтні 1954 відбулися президентські вибори, але жоден кандидат не отримав необхідної більшості; в грудні владу захопив віце-президент Гальвеса, Хуліо Лосано Діас. У жовтні 1956 воєнна хунта скинула Лосано, організувала вибори до законодавчих зборів і в 1957 оприлюднила нову конституцію. У листопаді 1957 законодавчі збори провели вибори президента, яким став Рамон Вільєда Моралес. Вільєда розпочав здійснення аграрної реформи, яка викликала невдоволення землевласників і армії. Президентське правління Вільєди ускладнялося щоразу заворушеннями, що спалахували, і в жовтні 1963 стався черговий воєнний переворот. У 1965 відбулися нові вибори до законодавчих зборів, які потім обрали президента на черговий 6-річний строк. Ним став військовий, полковник Освальдо Лопес Арельяно, який припинив розпочаті при Вільєді аграрні реформи.
У 1960-і роки сталося помітне погіршення відносин між Гондурасом і Сальвадором; причиною цього з'явилися прикордонні суперечки, а також численні факти переселення безземельних і безробітних громадян Сальвадора в Гондурас. 14 липня 1969, слідом за скандальним футбольним матчем між командами цих країн, який відбувся у Сан-Сальвадорі і супроводжувався сутичками між уболівальниками, спалахнула т.з. «футбольна війна». Чотири дні воєнних дій, згідно з оцінками, коштували життя двом тисячам осіб. У червні 1970 конфлікт вдалося частково врегулювати — країни домовилися про встановлення демілітаризованої зони, а в 1976 погодилися залагодити суперечку через посередників. Відносини між Гондурасом і Сальвадором залишалися напруженими аж до 1980, коли було підписано мирний договір. У 1992 прикордонні суперечки були вирішені Міжнародним судом (ООН).
У березні 1971 відбулися загальнонаціональні вибори, на яких президентом було обрано Рамона Ернесто Круса, лідера Національної партії. Однак у 1972 Лопес Арельяно повернув собі владу, здійснивши безкровний переворот і припинивши діяльність конгресу. До того часу в країні знову спалахнули селянські заворушення. Лопес відновив проведення аграрних реформ, розподіливши між безземельними селянами державні землі і дозволив заселення приватних земель, що пустували. На становищі селян важко позначилися наслідки катастрофічного урагану «Фіфі», який обрушився на Гондурас у вересні 1974, забрав 8000 життів і заподіяв шкоди майже 60 % сільськогосподарських земель. Лопес видав закон про нову аграрну реформу, спрямовану на створення селянських кооперативів. Однак його режим набув багато противників; з одного боку, проти нього були налаштовані землевласники, незадоволені аграрною реформою, а з іншого — молоді армійські офіцери, стурбовані тим, що гроші, виділені на ліквідацію наслідків урагану, були привласнені вищими урядовими чиновниками. Останньою краплею з'явився доказ факту отримання самим Лопесом хабара від «Юнайтед фрут компані»; після цього в квітні 1975 військові усунули його від влади, і його місце обійняв полковник Хуан Альберто Мельгар Кастро.
При Мельгаре Кастро армія виступила на боці великих землевласників, жорстоко подавляючи селянські заворушення; частину їхніх керівників було кинуто у в'язниці. В економіці Мельгар Кастро прагнув підвищити роль держави у виробництві бананів: деякі плантації були передані у власність держави; крім того, було створено державне управління, яке повинне було контролювати і фінансувати діяльність національних виробників. Корупція, що тривала, і суперництво між різними угрупованнями військових призвели до того, що в 1978 Мельгар Кастро було усунуто від влади воєнною хунтою, на чолі якої стояв генерал Полікарпо Пас Гарсія. У 1980 відбулися вибори до законодавчих зборів, однак жодна партія не отримала більшості, і Пас залишився на посту президента. На президентських виборах 1981 переміг кандидат Ліберальної партії Роберто Суасо Кордова. У 1985 його змінив інший ліберал, Хосе Аскона, який здобув перемогу на наступних виборах над кандидатом від Національної партії Рафаелем Кальєхасом (хоч результати підрахунку голосів викликали деякі сумніви). Однак на наступних президентських виборах перемога Кальєхаса, який набрав 51 % голосів, була безперечною. При цьому, хоч в країні номінально існував цивільний уряд, військові зберігали владу у своїх руках.
До 1993 понад 70 % населення жило нижче за офіційний рівень бідності. На президентських виборах у листопаді 1993 перемогу отримав кандидат лібералів Карлос Роберто Рейна, який пообіцяв створити Національну раду економічного планування, збільшити витрати на соціальні потреби і провести нові переговори з міжнародними фінансовими організаціями про виплату зовнішнього боргу, який перевищив 3,5 млрд дол., вести боротьбу з корупцією, а також покарати винних у порушенні прав людини. У той же час він заявив про намір продовжувати ліберальну економічну політику свого попередника Кальєхаса. Індіанські організації країни бойкотували вибори, вимагаючи надання їм прав на землю.
Правління президента Рейни розчарувало надії населення Гондурасу. Хоч він прагнув уникнути заходів щодо скорочення державних витрат. У жовтні 1994 йому довелося провести через парламент рішення про продовження розпочатої у 1990 програми структурної стабілізації. Тим самим уряд все-таки виконав вимогу МВФ, після чого країні було надано новий кредит загалом у 600 млн дол. У квітні 1995, незважаючи на опір армійського керівництва, парламент проголосував за скасування обов'язкової військової служби. Військових звинувачували у надто великих порушеннях прав людини, у тому числі в підтримці «ескадронів смерті» та організації викрадення 184 лівих політиків в 1979—1984. Було створено спеціальне управління з прав людини. У липні 1995 проти 10 офіцерів розпочалося слідство щодо обвинувачення у викраденнях і тортурах. Багато хто змушений був тікати з країни. 

У листопаді 1997 ліберала Флореса Факуссе було обрано президентом, отримавши 53 % голосів, кандидат Національної партії Нора де Мельгар набрала близько 43 %. Новий президент продовжував політику попередника. У січні 1999 Національна асамблея ухвалила поправку до конституції, яка підпорядковувала збройні сили президенту; було ліквідовано пост голови збройних сил та військову Вищу раду з 54 членів. На пост міністра оборони було вперше призначено цивільну особу. У липні того ж року президент звільнив заступника міністра і начальника генерального штабу за непокору новому міністру. Однак репресивні органи, як і раніше, діяли часто самостійно. Так, у жовтні 1999 поліція жорстоко розігнала дозволену президентом демонстрацію 6 тисяч індіанців, і глава держави розпорядився провести розслідування інциденту. Корінні жителі протестували проти конституційної поправки, яка дозволяла іноземцям купувати землі на узбережжі країни.
Наприкінці 1990-х загострилися відносин Гондурасу з сусідньою Нікарагуа, з якою точилися суперечки з питання про суверенітет на прибережну зону. У листопаді 1999 Національна асамблея розірвала угоду 1986 з Колумбією про морський кордон. Цим рішенням було порушено і морську територію площею у 130 тис. квадратних кілометрів. Обидві країни звинувачували одна одну в концентрації військ на кордоні; Нікарагуа запровадила додаткове мито на гондураські товари і подала скаргу до Міжнародного суду в Гаазі. Сторони при посередництві Організації американських держав у 2000 ухвалили рішення про виведення військ. Однак, протягом року кілька разів спалахували перестрілки на кордоні.
У зв'язку з руйнівними наслідками ураганів у 1998–1999 Гондурасу було надано трирічну відстрочку у виплаті зовнішнього боргу, а також обіцяно допомогу в розмірі 4 млрд дол. Рік потому після катастрофи, промисловість і сільське господарство ще не були відновлені. Ситуація посилювалася сильною посухою. Уряд країни і ООН попросили про надання Гондурасу продовольчої допомоги.
На загальних виборах 2001 перемогу отримала опозиційна Національна партія. Президентом став її кандидат Рікардо Мадуро, який набрав 52,2 % голосів.